# 兆康苑
兆康苑（ちょうこうえん）は、香港新界屯門区にある団地。香港住宅委員会が造成した。

## 交通

### 鉄道路線
- 兆康駅（屯馬線及軽鉄）

### 路線バス
- 67M兆康苑～荃湾線葵芳駅
- 67X兆康苑～東鉄線旺角駅
- 261三聖邨～天平邨
- 267S兆康苑→尖沙咀
- 960S富泰邨→湾仔碼頭
- K51富泰邨～大欖
- K58屯馬線兆康駅～掃管笏
- N260屯門碼頭～美孚﹝通宵服務﹞

### 路線ミニバス
- 42青磚囲～屯門市広場
- 46富泰邨～屯門市広場
- 44A屯馬線屯門駅﹝屯門新墟﹞～東鉄線上水駅
- 44B屯門碼頭～落馬洲﹝廿四小時服務﹞
- 49S兆康苑～湾仔﹝分域街﹞﹝通宵服務﹞
- 610S天瑞邨～尖沙咀﹝海防道﹞﹝通宵服務﹞